# 笠原敦郎
笠原 敦郎（かさはら あつろう、1953年2月8日 - ）は、新潟県出身の元プロ野球選手（投手）。

## 来歴・人物
直江津工業高では、オーバースローの本格派で速球派投手。
高校卒業後、東亜石油では軟式、1974年にドラフト外で大洋ホエールズへ入団。
一軍公式戦の出場がないまま、1979年に現役を引退。1980年から1991年まで打撃投手をつとめ、その後は施設担当などに携わる。

## 詳細情報

### 年度別打撃成績
- 一軍公式戦出場なし

### 背番号
- 62 （1975年 - 1979年）
- 88 （1980年 - 1989年）
- 92 （1990年 - 1991年）